# Wereldkampioenschap superbike van Brands Hatch 2001
Het wereldkampioenschap superbike van Brands Hatch 2001 was de tiende ronde van het wereldkampioenschap superbike en de achtste ronde van het wereldkampioenschap Supersport 2001. De races werden verreden op 29 juli 2001 op Brands Hatch nabij West Kingsdown, Verenigd Koninkrijk.

## Superbike

### Race 1
| Pos | Nr  | Rijder              | Constructeur | Rondes | Tijd         | Grid | Punten |
| --- | --- | ------------------- | ------------ | ------ | ------------ | ---- | ------ |
| 1   | 155 | Ben Bostrom         | Ducati       | 25     | 36:41.759    | 3    | 25     |
| 2   | 100 | Neil Hodgson        | Ducati       | 25     | +1.508       | 1    | 20     |
| 3   | 1   | Colin Edwards       | Honda        | 25     | +9.202       | 4    | 16     |
| 4   | 4   | Pierfrancesco Chili | Suzuki       | 25     | +10.016      | 5    | 13     |
| 5   | 21  | Troy Bayliss        | Ducati       | 25     | +14.634      | 14   | 11     |
| 6   | 11  | Rubén Xaus          | Ducati       | 25     | +21.882      | 16   | 10     |
| 7   | 24  | Stéphane Chambon    | Suzuki       | 25     | +24.246      | 13   | 9      |
| 8   | 3   | Troy Corser         | Aprilia      | 25     | +25.236      | 8    | 8      |
| 9   | 62  | Sean Emmett         | Ducati       | 25     | +25.810      | 11   | 7      |
| 10  | 5   | Akira Yanagawa      | Kawasaki     | 25     | +26.552      | 10   | 6      |
| 11  | 52  | James Toseland      | Ducati       | 25     | +26.720      | 6    | 5      |
| 12  | 8   | Tadayuki Okada      | Honda        | 25     | +43.970      | 12   | 4      |
| 13  | 14  | Peter Goddard       | Benelli      | 25     | +47.177      | 27   | 3      |
| 14  | 99  | Steve Martin        | Ducati       | 25     | +52.671      | 21   | 2      |
| 15  | 20  | Marco Borciani      | Ducati       | 25     | +53.072      | 20   | 1      |
| 16  | 46  | Mauro Sanchini      | Ducati       | 25     | +55.532      | 22   |        |
| 17  | 35  | Giovanni Bussei     | Ducati       | 25     | +56.348      | 17   |        |
| 18  | 27  | Bertrand Stey       | Honda        | 25     | +56.885      | 23   |        |
| 19  | 51  | Martin Craggill     | Ducati       | 25     | +1:04.010    | 25   |        |
| 20  | 7   | Juan Borja          | Yamaha       | 25     | +1:20.154    | 26   |        |
| 21  | 96  | Kim Ashkenazi       | Kawasaki     | 25     | +1:54.613    | 30   |        |
| 22  | 69  | Ferdinando Di Maso  | Kawasaki     | 25     | +2:13.231    | 31   |        |
| DNF | 60  | John Reynolds       | Ducati       | 17     | Uitgevallen  | 7    |        |
| DNF | 6   | Gregorio Lavilla    | Kawasaki     | 17     | Uitgevallen  | 19   |        |
| DNF | 74  | Dean Ellison        | Honda        | 16     | Uitgevallen  | 28   |        |
| DNF | 70  | James Haydon        | Yamaha       | 10     | Uitgevallen  | 15   |        |
| DNF | 33  | Robert Ulm          | Ducati       | 10     | Uitgevallen  | 18   |        |
| DNF | 55  | Régis Laconi        | Aprilia      | 9      | Uitgevallen  | 9    |        |
| DNF | 22  | Lucio Pedercini     | Ducati       | 8      | Uitgevallen  | 29   |        |
| DNF | 61  | Steve Hislop        | Ducati       | 1      | Uitgevallen  | 2    |        |
| DNF | 25  | Javier Rodríguez    | Honda        | 1      | Uitgevallen  | 32   |        |
| DNS | 36  | Broc Parkes         | Ducati       | 0      | Niet gestart |      |        |

### Race 2
| Pos | Nr  | Rijder              | Constructeur | Rondes | Tijd         | Grid | Punten |
| --- | --- | ------------------- | ------------ | ------ | ------------ | ---- | ------ |
| 1   | 155 | Ben Bostrom         | Ducati       | 25     | 36:28.522    | 3    | 25     |
| 2   | 100 | Neil Hodgson        | Ducati       | 25     | +2.581       | 1    | 20     |
| 3   | 21  | Troy Bayliss        | Ducati       | 25     | +10.907      | 14   | 16     |
| 4   | 4   | Pierfrancesco Chili | Suzuki       | 25     | +10.942      | 5    | 13     |
| 5   | 1   | Colin Edwards       | Honda        | 25     | +11.485      | 4    | 11     |
| 6   | 52  | James Toseland      | Ducati       | 25     | +17.234      | 6    | 10     |
| 7   | 60  | John Reynolds       | Ducati       | 25     | +17.236      | 7    | 9      |
| 8   | 5   | Akira Yanagawa      | Kawasaki     | 25     | +23.920      | 10   | 8      |
| 9   | 24  | Stéphane Chambon    | Suzuki       | 25     | +24.169      | 13   | 7      |
| 10  | 62  | Sean Emmett         | Ducati       | 25     | +29.332      | 11   | 6      |
| 11  | 55  | Régis Laconi        | Aprilia      | 25     | +31.874      | 9    | 5      |
| 12  | 11  | Rubén Xaus          | Ducati       | 25     | +32.034      | 16   | 4      |
| 13  | 3   | Troy Corser         | Aprilia      | 25     | +32.568      | 8    | 3      |
| 14  | 6   | Gregorio Lavilla    | Kawasaki     | 25     | +32.928      | 19   | 2      |
| 15  | 8   | Tadayuki Okada      | Honda        | 25     | +33.200      | 12   | 1      |
| 16  | 14  | Peter Goddard       | Benelli      | 25     | +52.137      | 27   |        |
| 17  | 20  | Marco Borciani      | Ducati       | 25     | +52.190      | 20   |        |
| 18  | 99  | Steve Martin        | Ducati       | 25     | +1:03.280    | 21   |        |
| 19  | 33  | Robert Ulm          | Ducati       | 25     | +1:04.088    | 18   |        |
| 20  | 27  | Bertrand Stey       | Honda        | 25     | +1:05.003    | 23   |        |
| 21  | 96  | Kim Ashkenazi       | Kawasaki     | 24     | +1 ronde     | 30   |        |
| DNF | 46  | Mauro Sanchini      | Ducati       | 21     | Ongeluk      | 22   |        |
| DNF | 69  | Ferdinando Di Maso  | Kawasaki     | 18     | Uitgevallen  | 31   |        |
| DNF | 35  | Giovanni Bussei     | Ducati       | 14     | Ongeluk      | 17   |        |
| DNF | 74  | Dean Ellison        | Honda        | 10     | Uitgevallen  | 28   |        |
| DNF | 51  | Martin Craggill     | Ducati       | 7      | Uitgevallen  | 25   |        |
| DNF | 70  | James Haydon        | Yamaha       | 5      | Uitgevallen  | 15   |        |
| DNF | 61  | Steve Hislop        | Ducati       | 4      | Uitgevallen  | 2    |        |
| DNF | 22  | Lucio Pedercini     | Ducati       | 2      | Uitgevallen  | 29   |        |
| DNF | 25  | Javier Rodríguez    | Honda        | 1      | Uitgevallen  | 32   |        |
| DNF | 7   | Juan Borja          | Yamaha       | 0      | Ongeluk      | 26   |        |
| DNS | 36  | Broc Parkes         | Ducati       | 0      | Niet gestart |      |        |

## Supersport
| Pos | Nr | Rijder                 | Constructeur | Rondes | Tijd         | Grid | Punten |
| --- | -- | ---------------------- | ------------ | ------ | ------------ | ---- | ------ |
| 1   | 1  | Jörg Teuchert          | Yamaha       | 23     | 34:53.995    | 9    | 25     |
| 2   | 8  | Andrew Pitt            | Kawasaki     | 23     | +0.011       | 2    | 20     |
| 3   | 69 | James Whitham          | Yamaha       | 23     | +0.016       | 1    | 16     |
| 4   | 37 | Katsuaki Fujiwara      | Suzuki       | 23     | +1.497       | 6    | 13     |
| 5   | 9  | Fabrizio Pirovano      | Suzuki       | 23     | +4.676       | 8    | 11     |
| 6   | 7  | Pere Riba              | Honda        | 23     | +5.197       | 7    | 10     |
| 7   | 2  | Paolo Casoli           | Yamaha       | 23     | +5.480       | 12   | 9      |
| 8   | 49 | Karl Harris            | Suzuki       | 23     | +9.979       | 10   | 8      |
| 9   | 99 | Fabien Foret           | Honda        | 23     | +10.042      | 3    | 7      |
| 10  | 4  | Christian Kellner      | Yamaha       | 23     | +10.670      | 11   | 6      |
| 11  | 11 | Kevin Curtain          | Honda        | 23     | +13.711      | 20   | 5      |
| 12  | 18 | Cristiano Migliorati   | Honda        | 23     | +36.433      | 26   | 4      |
| 13  | 15 | Werner Daemen          | Yamaha       | 23     | +36.546      | 23   | 3      |
| 14  | 31 | Vittorio Iannuzzo      | Suzuki       | 23     | +36.909      | 22   | 2      |
| 15  | 24 | Adam Fergusson         | Honda        | 23     | +37.270      | 18   | 1      |
| 16  | 21 | Chris Vermeulen        | Honda        | 23     | +41.625      | 21   |        |
| 17  | 23 | Dean Thomas            | Ducati       | 23     | +43.625      | 19   |        |
| 18  | 35 | Stefano Cruciani       | Yamaha       | 23     | +43.728      | 29   |        |
| 19  | 40 | Shannon Johnson        | Honda        | 23     | +43.967      | 31   |        |
| 20  | 17 | Ivan Clementi          | Yamaha       | 23     | +46.468      | 33   |        |
| 21  | 65 | Jan Hanson             | Yamaha       | 23     | +46.756      | 27   |        |
| 22  | 67 | Franco Brugnara        | Yamaha       | 23     | +46.970      | 32   |        |
| 23  | 28 | Sébastien Le Grelle    | Honda        | 23     | +49.584      | 28   |        |
| 24  | 16 | Christer Lindholm      | Yamaha       | 23     | +59.705      | 25   |        |
| 25  | 71 | Davide Bulega          | Yamaha       | 23     | +1:06.670    | 30   |        |
| 26  | 19 | Agustín Escobar        | Yamaha       | 23     | +1:43.005    | 34   |        |
| DNF | 44 | Antonio Carlacci       | Ducati       | 19     | Uitgevallen  | 24   |        |
| DNF | 5  | Karl Muggeridge        | Suzuki       | 13     | Ongeluk      | 5    |        |
| DNF | 22 | Vittoriano Guareschi   | Ducati       | 8      | Uitgevallen  | 17   |        |
| DNF | 6  | Iain MacPherson        | Kawasaki     | 7      | Ongeluk      | 4    |        |
| DNF | 68 | Steve Plater           | Honda        | 6      | Uitgevallen  | 16   |        |
| DNF | 45 | Matt Llewellyn         | Yamaha       | 2      | Uitgevallen  | 13   |        |
| DNF | 14 | Christophe Cogan       | Yamaha       | 1      | Ongeluk      | 14   |        |
| DNF | 12 | Piergiorgio Bontempi   | Yamaha       | 1      | Uitgevallen  | 15   |        |
| DNS | 57 | Arnaud van den Bossche | Yamaha       | 0      | Niet gestart | 35   |        |

## Tussenstanden na wedstrijd

### Superbike
| Pos | Nr  | Rijder        | Team    | Punten |
| --- | --- | ------------- | ------- | ------ |
| 1   | 21  | Troy Bayliss  | Ducati  | 303    |
| 2   | 1   | Colin Edwards | Honda   | 250    |
| 3   | 155 | Ben Bostrom   | Ducati  | 247    |
| 4   | 3   | Troy Corser   | Aprilia | 226    |
| 5   | 100 | Neil Hodgson  | Ducati  | 217    |

### Supersport
| Pos | Nr | Rijder          | Team     | Punten |
| --- | -- | --------------- | -------- | ------ |
| 1   | 1  | Jörg Teuchert   | Yamaha   | 113    |
| 2   | 2  | Paolo Casoli    | Yamaha   | 109    |
| 3   | 8  | Andrew Pitt     | Kawasaki | 100    |
| 4   | 11 | Kevin Curtain   | Honda    | 86     |
| 5   | 5  | Karl Muggeridge | Suzuki   | 64     |

1993 · 1995 · 1996 · 1997 · 1998 · 1999 · 2000 (I) · 2000 (II) · 2001 · 2002 · 2003 · 2004 · 2005 · 2006 · 2007 · 2008